# Totenkarspitze
Totenkarspitze är ett berg i Österrike. Det ligger i distriktet  Lienz och förbundslandet Tyrolen, i den centrala delen av landet. Toppen på Totenkarspitze är 3 133 meter över havet.
Den högsta punkten i närheten är Daberspitze, 3 402 meter över havet, 3,6 km norr om Totenkarspitze.
Trakten runt Totenkarspitze består i huvudsak av alpin tundra och kala bergstoppar.